# Jessica Jones (siatkarka)
Jessica Jones (ur. 15 listopada 1986 w Naperville) – amerykańska siatkarka, reprezentantka kraju, grająca na pozycji środkowej. Od sezonu 2016/2017 występuje w tureckiej drużynie Seramiksan Spor Turgutlu.

## Sukcesy klubowe
Mistrzostwo Austrii:
- 2011

Mistrzostwo Portoryko:
- 2012, 2015, 2016

Mistrzostwo Azerbejdżanu:
- 2016
- 2014

## Sukcesy reprezentacyjne
Igrzyska Panamerykańskie:
- 2011

## Nagrody indywidualne
- 2012: Najlepsza blokująca Klubowych Mistrzostw Świata